# Brachiaria nigropedata
Brachiaria nigropedata là một loài thực vật có hoa trong họ Hòa thảo. Loài này được (Ficalho & Hiern) Stapf mô tả khoa học đầu tiên năm 1919.